# ГЕС Зілс
ГЕС Зілс (нім. Sils) — гідроелектростанція на сході Швейцарії. Становить нижній ступінь в гідровузлі, створеному у верхній частині сточища річки Задній Рейн (права твірна Альпійського Рейну).
Вода надходить на станцію Зілс із нижнього балансуючого резервуару ГЕС Беренбург. Останній має об'єм 1,4 млн м3 та створений на Задньому Рейні за допомогою бетонної гравітаційної греблі висотою 64 метри та довжиною 110 метрів, яка при товщині по підошві 41 метр потребувала 55 тис. м3 матеріалу.
Від водосховища до машинного залу, розташованого на річці Альбула неподалік від її впадіння у Задній Рейн, веде головний дериваційний тунель, який забезпечує максимальний напір у 413 метр. По дорозі до нього також надходить додатковий ресурс із лівих приток Заднього Рейну Уаль-да-Піньїа та Уаль-да-Райшен. Зал обладнано чотирма турбінами типу Френсіс загальною потужністю 240 МВт. Крім того, встановлено ще два агрегати потужністю 5 МВт, які виробляють однофазний струм 16,7 Гц для Ретійської залізниці.
Варто відзначити, що поряд із розглянутою станцією знаходиться ГЕС Зілс, яка належить компанії EWZ та працює за рахунок ресурсу, поданого з водосховища Золіс вище за течією Альбули.